# Editorial Sloper
Editorial Sloper es una editorial española fundada en 2007 en Palma de Mallorca por Román Piña Valls. Consta de un catálogo de un centenar de títulos en siete colecciones.

## Historia
La editorial Sloper nació en 2007, pero previamente sus impulsores habían publicado una revista literaria, La bolsa de pipas, en 1994. Era una publicación alternativa y modesta y que al cabo de unos años se reinventó como revista periódica donde participaban una serie de poetas y escritores de ficción. Desde la revista se impulsó un libro de Agustín Fernández Mallo. Así nació la editorial, reeditando ese libro.
Su nombre procede de un personaje  de la novela El mundo según Garp, de John Irving, Jillsy Sloper, una mujer de la limpieza de una editorial en la novela.
En 2022 publicó la novela Cerca del fuego, de Pablo Gonz.

## Colecciones
- La noche polar, literatura de creación, que incluye "memorias" siempre que estén empapadas de un poso literario o humorístico.
- Isla elefante, dirigida por el poeta Ben Clark, arranca en 2022.
- La guantera, es la sección de formato pequeño. Está cerrada.
- Thera. Ensayos y periodismo.
- Minerva. Publicó los premios de poesía del Círculo de Bellas Artes de Palma de Mallorca.
- Butxaca. Libros de bolsillo. Cabe todo.
- Arte